# Rue Réclusane
La rue Réclusane (en occitan : carrièra Reclusana) est une voie de Toulouse, chef-lieu de la région Occitanie, dans le Midi de la France.

## Situation et accès

### Description
La rue Réclusane est une voie publique. Elle traverse le quartier Saint-Cyprien. Elle est longue de 310 mètres.
La chaussée compte une seule voie de circulation automobile à sens unique, depuis la place Hippolyte-Olivier vers les allées Charles-de-Fitte. Elle appartient à une zone de rencontre et la vitesse y est limitée à 20 km/h. Il n'existe pas de piste, ni de bande cyclable, quoiqu'elle soit à double-sens cyclable.

### Voies rencontrées
La rue Réclusane rencontre les voies suivantes, dans l'ordre des numéros croissants (« g » indique que la rue se situe à gauche, « d » à droite) :
1. Place Hippolyte-Olivier
2. Grande-rue Saint-Nicolas (d)
3. Place de l'Estrapade (d)
4. Rue du Pont-Saint-Pierre
5. Rue Piquemil (d)
6. Rue de l'Ouest (g)
7. Rue des Dames-de-la-Porte (d)
8. Rue Jacques-Darré (g)
9. Allées Charles-de-Fitte

### Transports
La rue Réclusane n'est pas directement desservie par les transports en commun Tisséo. Elle est cependant parallèle à la rue de la République, parcourue par la navette Ville. Elle est également proche de la place Intérieure-Saint-Cyprien, où se trouve la station Saint-Cyprien – République, sur la ligne de métro , et des allées Charles-de-Fitte, où sont les arrêts des lignes de Linéo L14 et de bus 134566.
Il existe plusieurs stations de vélos en libre-service VélôToulouse dans les rues voisines de la place de l'Estrapade : les stations no 76 (34 rue de la République), no 77 (2 place intérieure Saint-Cyprien), no 78 (14 place intérieure Saint-Cyprien), no 80 (89 bis allées Charles-de-Fitte) et no 81 (allées Charles-de-Fitte).

## Odonymie
Le nom de la rue Réclusane rappelle la présence, depuis la fin du Moyen Âge et jusqu'à la Révolution française, de religieuses recluses aux principales portes de la ville de Toulouse, et particulièrement à la porte de l'Isle, qui se trouvait au bout de la rue (au croisement des allées Charles-de-Fitte).
La rue a cependant porté des noms différents au cours des siècles. La première partie de la rue, entre la place Hippolyte-Olivier et la place de l'Estrapade, fut au XVIIe siècle la rue de l'Estrapade, mais aussi, à la fin du XVIIIe siècle, la rue Lafargue, qui lui venait peut-être d'un habitant du lieu.
La deuxième partie de la rue, entre la place de l'Estrapade et la rue de l'Ouest, était au XVIe siècle la rue du Pileron (pileron, « pilori » en occitan) ou de la Perche, à cause du pilori qui se trouvait justement sur la place de l'Estrapade et où étaient exposés les criminels. Au siècle suivant, on lui donnait également le nom de grande-rue Saint-Cyprien.
Enfin, la dernière partie de la rue, à partir de la rue de l'Ouest, était la rue des Dames-de-la-Porte, parce qu'elle longeait un couvent de religieuses clarisses, dit de la Porte (actuel hôpital de La Grave, no 78). D'ailleurs, ce nom s'est conservé pour une rue voisine.
En 1794, pendant la Révolution française, la rue de l'Estrapade devenait la rue des Bonnes-Mœurs, tandis que la rue du Pileron et la rue des Dames-de-la-Porte recevaient ensemble le nom de rue Naïveté, mais elles reprirent rapidement leurs noms anciens. En 1806, la première partie prit officiellement le nom de rue de l'Estrapade et la deuxième partie celui de rue Réclusane. C'est finalement en 1950 que ce nom fut étendu à la rue de l'Estrapade.

## Patrimoine et lieux d'intérêt

### Hôpital de La Grave
Le couvent des clarisses de Saint-Cyprien, dites les Dames de la Porte, est établi le long de la rue Réclusane, à proximité de la porte de l'Isle. En 1790, pendant la Révolution française, les bâtiments du couvent deviennent biens nationaux et sont annexés à l'hôpital de La Grave.

### Immeubles
- no  4 : immeuble. 
L'immeuble, de style néo-classique, est construit au milieu du XIXe siècle. Il s'élève sur deux étages et un comble à surcroît. Aux 1er et 2e étages, les fenêtres ont des balconnets en pierre dotés de garde-corps aux motifs géométriques[11].

- no  26 : école Armand-Duportal. 
L'école maternelle Armand-Duportal, de style moderne, est construite en 1952. Elle se situe à l'angle de la rue des Dames-de-la-Porte. Sur la rue Réclusane, la façade est ouverte par des fenêtres en bandeau sur les deux niveaux. Au 1er étage, les ouvertures sont protégées par des brise-soleil[12].

- no  61-65 : maison de charité Saint-Nicolas ; MATOU[13].